# ファリスク語
ファリスク語（ファリスクご、英語:Faliscan language）は、古代イタリアで用いられた言語の一つ。インド・ヨーロッパ語族イタリック語派のうち、ラテン語と同じラテン・ファリスク語群に含まれる。後にラテン語に同化されて消滅したが、少なくとも紀元前150年頃までは使用されていたとされる。
ファリスク語はローマの北にあったエトルリアの町ファレリイ（今のチーヴィタ・カステッラーナ）で話されていた言語である。現存する資料は墓碑銘や器の銘文で、あまり充分とは言えない。
ファリスク語の例として、以下のような文がある。
- foied vino pipafo cra carefo.

上の文をラテン語に直すと、次のようになる。
- hodie vinum bibam cras carebo.「私は今日ワインを飲もう。明日やめよう。」

ファリスク語はラテン語にくらべて、以下のような特徴がある。
- インド・ヨーロッパ祖語の *bh, *dh が母音間で f になる。ラテン語では b, d になる。上の例では carefo（ラテン語 carebo）にそれが現れている。この点はオスク語・ウンブリア語と共通する。
- インド・ヨーロッパ祖語の *kw は qu になる。この点はラテン語と一致し、オスク語・ウンブリア語が p になるのと異なる。
- 語頭で h と f が交替する。上の例で foied（ラテン語 hodie）がそれにあたる。同様の現象はサビニ語やエトルリア語にも見られる。
- 二重母音は ai > ē, ou > ō のように変化した。
- 語末子音が消滅する。上の例では cra（ラテン語 cras）がそれにあたる。
- ラテン語と同様に、第二変化の単数属格が -ī になる。
- 第二変化の単数与格が -oi になる。
- 三人称単数の第二次語尾が -d で終わる。
- 未来形に -f- （ラテン語の -b-）が使われる（上の例の pipafo, carefo）。
- 完了形に畳音が使われる。